# Martin U. Waltz

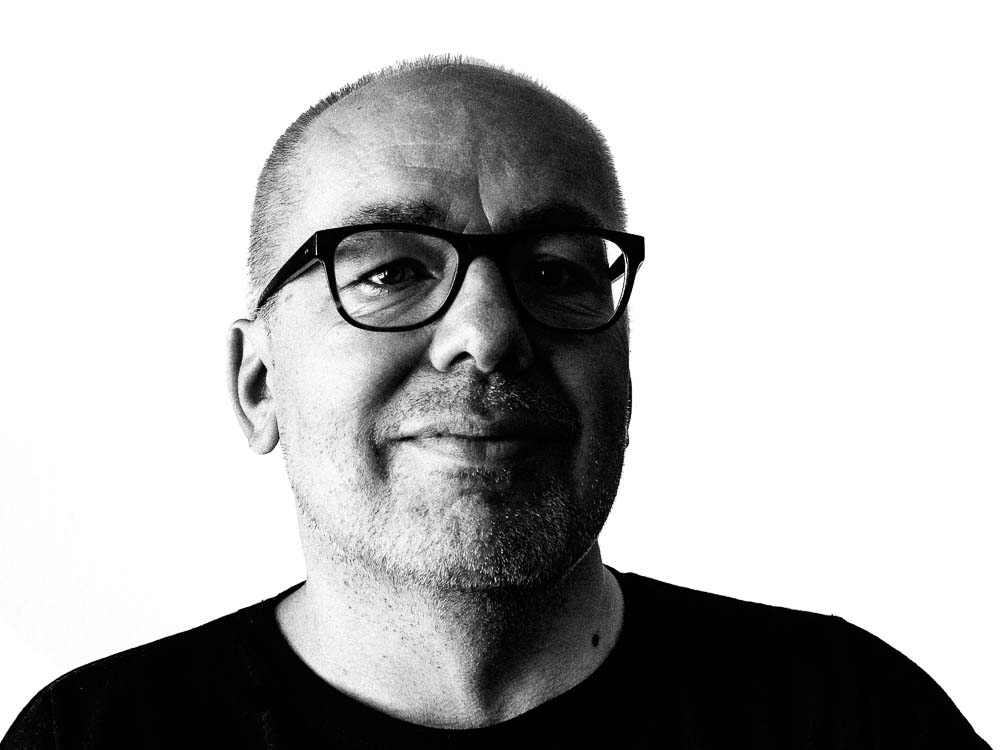
Martin U. Waltz

Martin U. Waltz (* 1962 in Heidelberg) ist ein in Berlin lebender deutscher Fotograf und Autor.

## Leben und Werk
Martin Ulrich Waltz studierte von 1982 bis 1989 Volkswirtschaftslehre an der Ruprecht-Karls-Universität Heidelberg und der Freien Universität Berlin und arbeitete danach in mehreren Unternehmen als kaufmännischer Angestellter.
Seit 2014 arbeitet Martin U. Waltz ausschließlich als Fotograf. Martin U. Waltz fotografiert mit dem Schwerpunkt Street Photography und urbaner Fotografie. Für Martin U. Waltz ist Streetfotografie eine Reflexion über die Conditio humana. Berlin steht im Zentrum seiner Arbeit.
Waltz’ Arbeiten sind in zahlreichen Gruppen- und Einzel-Ausstellungen zu sehen. Zum 30-jährigen Jahrestag des Mauerfalls zeigte er die Ausstellungen „La Reprise“ im Deutsch-Französischen Kulturzentrum Nizza und das Projekt „Berlin ohne Mauer“ im Berliner Apple Store. An der Ausstellung „Berlin - 30 Jahre später“ u. a. mit Rudi Meissel und Harald Hauswald war Martin U. Waltz mit einem Bild der memories Serie mit Abbildung im Ausstellungskatalog beteiligt.
Martin U. Waltz ist Autor mehrerer Bücher zum Thema Streetfotografie. Er ist einer der Herausgeber der deutschen Streetfotografie-Seite und Kurator des German Street Photography Festivals.

## Einzelausstellungen
- 2019 „Die Mauer“ Apple Store, Berlin, Deutschland[6]
- 2019 „La Reprise“, Deutsch-Französisches Kulturzentrum Nizza, Frankreich[7]
- 2018 „Berlin 18 meets Temeswar 21“, Deutsches Konsulat, Temeswar, Rumänien[8]
- 2016 „Streets of Berlin“, Ori Gallery, Berlin[9]
- 2014 „Street Photography Berlin“, Galerie Prünner, Mattersburg, Österreich[10]

## Gruppenausstellungen (Auswahl)
- 2019 „Mein Kiez“, German Street Photography Festival, Hamburg, Deutschland[11]
- 2019 “Street Sans Frontières”, Galerie Joseph Turenne, Paris, Frankreich[12]
- 2019 “Runter von der Strasse”, Fotogalerie Friedrichshain, Berlin, Deutschland[13]
- 2018 „Street Projections“, European Month of Photography Berlin, Berlin, Deutschland[14]
- 2018 „Art of Street Photography“, Powerscourt Townhouse Centre, Dublin, Irland
- 2018 „Street Photography“, Alghero Street Photography Awards, Alghero, Italien[15]
- 2018 „Staged“, PH21 Galerie, Budapest, Ungarn[16]
- 2017 „Sony World Photography Awards Exhibition“, London, Großbritannien[17]
- 2017 „Ein Tag in Berlin“, Fotogalerie Friedrichshain, Berlin, Deutschland[18]
- 2017 „On Spotlight“, Museum der Kunst, Constanta, Rumänien[19]
- 2017 „The Street Experience“, Loosenart Galerie, Rom, Italien[20]
- 2017 „Reclaim Photo Festival“, Dudley, Großbritannien[21]
- 2015 „Streets of the World“, Bucharest Photo Week, Bukarest, Rumänien
- 2015 „IPA Best of Show Exhibition“, New York, USA[22]
- 2014 „World Street Photography“, Museum der Kulturen, Tejada, Spanien

## Auszeichnungen (Auswahl)
- 2018/2019  Deutscher Fotobuchpreis in Bronze für „Streetfotografie – Made in Germany“
- 2018  1. Platz, Fine Art Photography Awards[23]
- 2017  1. Platz, 35Awards[24]
- 2017  1. Platz, Moscow International Foto Awards[25]
- 2017  Commended Photographer, Sony World Photography Awards[26]
- 2017  3rd place, International Photographer of the Year[27]
- 2015  3. Platz, International Photography Awards[28]

## Bücher
- 2023  „Berlin Unseen“, Martin U. Waltz, 208 Seiten, gebunden, teNeues Verlag, ISBN 978-3-9617-1454-4.
- 2023  „Streetfotografie: made in Germany. Orte, Menschen und Momente. Ideen und Anleitungen für gute Straßenfotos“, (2. Auflage), 357 Seiten, gebunden, Rheinwerk Verlag, ISBN 978-3-8362-9339-6, Co-Autor.
- 2022  „Next Level Streetfotografie: Starke Bilder gestalten und klare Aussagen treffen“, Pia Parolin, Martin U. Waltz, 256 Seiten, gebunden, dpunkt.verlag, ISBN 978-3-8649-0953-5.
- 2019  „Masters of Street Photography“, 176 Seiten, gebunden, Ammonite Press, ISBN 978-1-78145-360-5, Co-Autor.
- 2018  „Streetfotografie made in Germany“, 300 Seiten, gebunden, Rheinwerk Verlag, ISBN 978-3-8362-6117-3, Co-Autor und Titelbild.
- 2018  „Streetfotografie. Der Atem der Straße“, Andreas Pacek, 256 Seiten, gebunden, Franzis Verlag, ISBN 978-3-645-60554-0, Interview und Bildbeitrag.
- 2018  „Die Kunst der Streetfotografie“, Martin U. Waltz, E-Book.